# Tripospermum myrti
Tripospermum myrti (Lind) S. Hughes – gatunek grzybów z klasy Dothideomycetes. Jest jednym z patogenów wywołujących brudną plamistość jabłek.

## Systematyka i nazewnictwo
Pozycja w klasyfikacji według Index Fungorum: Tripospermum, Capnodiaceae, Capnodiales, Dothideomycetidae, Dothideomycetes, Pezizomycotina, Ascomycota, Fungi.
Po raz pierwszy takson ten zdiagnozował w roku 1913 Jens Wilhelm Lind, nadając mu nazwę Triposporium myrti. Obecną, uznaną przez Index Fungorum nazwę nadał mu w roku 1951 Stanley John  Hughes. 

## Morfologia
Grzyb mikroskopijny. Kolonia rozwija się w postaci plam o ciemnoszarej barwie, wyglądających jak zabrudzenie sadzą. Strzępki wegetatywne o szerokości 3,5–5 μm, silnie rozgałęzione. Konidium typu staurospora, wielokomórkowe, przypominające wyglądem rozgwiazdę. Część podstawowa jest zazwyczaj 2–komórkowa, zbudowana z wielobocznych komórek o rozmiarach 9–15 × 3,5–4,5 μm. Odchodzą od nich promieniście po 2 lub 3 wyprostowane ramiona, każde złożone z 2 lub 3 komórek. Każde z ramion ma długość do 27 μm, szerokość 4–6 μm u podstawy i 2 μm u wierzchołka. Fialidy wyprostowane, o długości 12–18,5 μm i szerokości 3–3,5 μm u podstawy i zwężające się ku wierzchołkowi. Ma on ciemniejszą barwę i szerokość 1,5 μm. 

## Tryb życia
Epibiont rozwijający się na powierzchni kutykuli pędów, liści i owoców. Nie przenika przez kutykulę. Tripospermum myrti rozwijający się na powierzchni jabłek wykorzystuje cukry, głównie glukozę i fruktozę. Wydobywają się one z jabłek i rozpuszczają w wodzie na powierzchni jabłek. Mechanizm ich przedostawania nie jest dokładnie zbadany, prawdopodobnie odbywa się to przez dyfuzję. Źródłem niezbędnego dla grzyba azotu są znajdujące się na powierzchni skórki jabłek wolne aminokwasy.